# 譚肇松
譚肇松（?—?），湖南省長沙府湘潭縣人，清朝政治人物、進士出身。
光緒三年（1877年），参加丁丑科殿試，登進士二甲第49名。同年五月，分部學習。